# NGC 422
NGC 422 là một cụm sao mở nằm trong chòm sao Tucana. Nó được phát hiện vào ngày 21 tháng 9 năm 1835 bởi John Herschel. Nó được Dreyer mô tả là "rất mờ nhạt (trong Tiểu phần Nubecular).", Với Tiểu phần Nubecular là Đám mây Magellan nhỏ. Nó cũng được DeLisle Stewart mô tả là "chỉ có 3 ngôi sao cực kỳ mờ nhạt, gần nhau chứ không phải một tinh vân".